# Night Wizard the Animation
Night Wizard The ANIMATION (ナイトウィザード The ANIMATION) est une série animée de fantastique contemporain, diffusée au Japon depuis octobre 2007.
Elle est tirée du jeu de rôle éponyme paru en 2002.

## Résumé
La Terre telle que nous la connaissons est menacée d'invasion par les Émulateurs. Night Wizard est le nom donné à ceux dont la mission est de protéger notre monde.
Elis Shiho est une jeune étudiante, tout juste transférée à l'académie Kimei. Lors de son premier jour, elle va faire la connaissance de Kuhera Akabane, qui va l'entraîner dans le club d'astronomie du lycée. Elis va bientôt réaliser qu'elle possède le pouvoir pour être un Night Wizard, au même titre que Kuhera Akabane, en récupérant le Joyau du Pardon. À cette occasion, elle est sauvée par l'ami d'enfance de Kuhera, Renji Hiiragi, lui aussi Night Wizard et membre du club d'astronomie. Renji ne demande rien d'autre que d'aller au lycée pour terminer son cursus, mais il est constamment appelé en mission et est assigné à la protection de la nouvelle Night Wizard Elis.
Elis commence désormais une nouvelle vie, au côté de Renji, Kureha et Akari Himuro, une autre night wizard également étudiante à l'académie Kimei, pour retrouver tous les autres Joyaux et sauver le monde des ténèbres.

## Staff
- Réalisateur : Yuusuke Yamamoto
- Charater Design : Tomoyuki Shitaya
- Œuvre originale : Takeshi Kikuchi
- Production : Hal Film Maker

## Personnages

### Personnages principaux

#### Renji Hiiragi
Seiyū : Naoki Yanagi
Il est le protagoniste mâle de la série, ainsi qu'un Night Wizard constamment appelé en mission, ce qui ne lui laisse pas beaucoup de temps pour aller à l'école et finir ses études. Après qu'Elis a été informée de sa mission, Renji est chargée de la protéger. Kureha et lui vivent désormais avec Elis pour maintenir une garde 24 heures sur 24 et 7 jours sur 7 (sauf que Renji dort sur le balcon). Il est surnomme "L'homme déchu" à l'école parce qu'il ne vient jamais en cours, et son récent "redoublement" en 2e année (alors qu'il était en 3e année) pour pouvoir garder un œil de près sur Elis n'a rien fait pour améliorer son image, bien au contraire.
Il combat avec une épée démon (qui semble être une classe d'artefact) possédant différentes attaques. Renji a une personnalité très agressive, surtout lorsqu'il doit combattre, mais il se laisse complètement posséder par les femmes, y compris sa supérieure Anzelotte qui prend un malin plaisir à le mettre dans des situations embarrassantes.

#### Eris Shiho
Seiyū : Ui Miyazaki
Elle a récemment été transférée à l'académie Kimei. Lors de son premier jour d'école, Kureha Akabane la persuade de rejoindre le club d'astronomie. Lors d'un combat avec un émulateur, son artefact (Ain Soph Aur), qui a pris la forme de son bracelet, révèle ses pouvoirs pour la protéger. Anzelotte explique à Elis que ses pouvoirs peuvent leur permettre d'accéder au monde des émulateurs, et ainsi de mettre fin à leur menace. Pour cela, elle doit récupérer les sept Joyaux de vertu.

#### Kureha Akabane
Seiyū : Rina Satō
Ami d'enfance de Renji, et également une Night Wizard. Elle a recruté Elis au club d'astronomie en lui demandant si elle aimait les étoiles. Son artefact est une arbalète attache à son avant-bras gauche, permettant d'effectuer, comme les autres artefacts, différents types d'attaques. Bien qu'elle se dise une amie d'enfance de Renji, elle ne semble pas beaucoup s'inquiéter quand il se met en première ligne et se fait blesser.

#### Akari Himuro
Seiyū : Ema Kogure
Une Night Wizard, également dans la classe 2-3 a l'académie Kimei, avec Renji, Eris et Kureha. C'est une jeune femme énergique ainsi qu'un mercenaire. Son artefact est Gunners Broom, qui agit comme un énorme canon, semblant causer significativement plus de dégâts que les autres artefacts, au détriment d'une vitesse de tir assez lente. Elle possède une personnalité assez froide et distante, et elle essaie de rabaisser Renji à chaque occasion.

#### Anzelotte
Seiyū : Ema Kogure
C'est elle qui donne les missions aux Night Wizard. Elle vit dans un grand château semblant flotter au-dessus de la terre ou dans une autre dimension. À chaque fois qu'elle doit confier une mission a un Night Wizard, elle ne lui laisse d'autre choix que d'accepter, en demandant "A la requête que je vais effectuer, je vais vous demander de répondre par Oui ou par OK". Malgré son apparence de jeune fille, Anzelotte est bien plus âgée. Elle trouve toujours un moyen pour convaincre les gens de faire ce qu'elle souhaite, et ne se préoccupe pas des conséquences sur les Night Wizard tant qu'ils accomplissent leurs missions.

#### Kirihito
Seiyū : Akeno Watanabe
A priori un Night Wizard très puissant, qui a sauve Elis sur la lune, et réprimandé le groupe pour ne pas être capable de la protéger. Peu de choses sont connues sur lui, à part le fait qu'il porte un uniforme du second site de l'academie Kimei. Sa puissance est inconnue, mais il a défait en une seule attaque un groupe de lapins emulateurs qui posaient des problèmes aux autres Nights Wizard.

#### Bell Zephyr
Seiyū : Yūko Gotō
Elle est l'un des plus puissants seigneurs Démons, et ressemble à une adolescente. Son archétype serait Belzébuth, et elle est également appelée Reine des Mouches.

#### Lion Gunta
Seiyū : Ryōka Yuzuki
Egalement un seigneur Démon, et une suivante de Bell Zephyr. Elle possède toute la connaissance, et peut donc prédire l'avenir en le lisant dans son grimoire.

## Liste des épisodes
| No | Titre français                                              | Titre japonais                        | Titre japonais                        | Date de 1re diffusion |
| No | Titre français                                              | Kanji                                 | Rōmaji                                | Date de 1re diffusion |
| -- | ----------------------------------------------------------- | ------------------------------------- | ------------------------------------- | --------------------- |
| 1  | 'Boite lunaire - Lune Pourpre, Yeux Bleus                   | ｢月匣｣ ～紅き月、碧き瞳～             | gekkou -akaki tsuki, aoki hitomi      | 2 octobre 2007        |
| 2  | 'L'homme qui tombe - Vers le monde                          | ｢下がる男｣ ～世界は狙われている～     | sagaru otoko - sekai wa nerawareteiru | 9 octobre 2007        |
| 3  | 'Les deux flammes - La chute de Megaranika                  | ｢二つの炎｣ ～堕ちてメガラニカ～       | futatsu no honô - ochite megaranika   | 16 octobre 2007       |
| 4  | 'Kirihito - Rendez-vous sur la Lune                         | ｢キリヒト」～月面の出逢い～           | kirihito - getsumen no deai           | 23 octobre 2007       |
| 5  | 'L'ile solitaire - Celui qui utilise l'épée aux deux démons | ｢孤島」～二人の魔剣使い～             | kotou - futari no maken tsukai        | 30 octobre 2007       |
| 6  | 'Cauchemar - Eris ne se réveille pas                        | ｢悪夢」～エリス目覚めず～             | akumu - erisu mezamezu                | 6 novembre 2007       |
| 7  | 'Petits liens - Le présent d'Eris                           | 「小さな絆」～エリスの贈り物～        | chiisana kizuna - erisu no okurimono  | 13 novembre 2007      |
| 8  | 'Vol à travers les âges - La tour de la jeune fille         | 「時代を翔ける」～少女の塔～          | jidai o kakeru - shôjo no tô          | 20 novembre 2007      |
| 9  | 'La boîte de Pandore - Bell contre Anzelotte                | ｢パンドラの匣」～ベル対アンゼロット～ | pandora no hako - beru tai anzerotto  | 27 novembre 2007      |
| 10 | 'Le dieux destructeur - La planche de Carneades             | 「破壊神」～カルネアデスの板～        | hakaishin - karuneadesu no ita        | 4 décembre 2007       |
| 11 | 'Fragments de mémoire - Danse dans les illusions            | 「記憶の欠片」〜幻想に、舞う〜        | kioku no kakera - gensou ni, mau      | 11 décembre 2007      |
| 12 | Au revoir                                                   | 「さよなら」                          | sayonara                              | 18 décembre 2007      |
| 13 | Joyeux Anniversaire                                         | 「ハッピー・バースデイ」              | happii baasudei                       | 25 décembre 2007      |

## Musique de générique
Thème d'ouvertureKurenai par Ui Miyazaki, parole et composition de Masami Okui
Thème de finErinyes par BETTA FLASH, composé par TAMAYO

## Manga
Une adaptation en Manga du jeu de rôle, intitulé Night Wizard Comic - Variable Witch est en cours de publication depuis avril 2007 dans le magazine de jeux vidéo Famitsuu Playstation + ((ja) ファミ通PLAYSTATION+).